# Saint-Martin-d’Oney
Saint-Martin-d’Oney település Franciaországban, Landes megyében. Lakosainak száma 1356 fő (2022. január 1.). Saint-Martin-d’Oney Campagne, Campet-et-Lamolère, Geloux, Meilhan, Ousse-Suzan, Saint-Perdon, Saint-Yaguen, Uchacq-et-Parentis, Ygos-Saint-Saturnin és Cère községekkel határos.

## Népesség
A település népessége az elmúlt években az alábbi módon változott:
| Lakosok száma | 845  | 844  | 868  | 1087 | 1356 | 1380 | 1396 | 1383 | 1370 | 1356 |
|               | 1968 | 1982 | 1990 | 2006 | 2013 | 2015 | 2017 | 2019 | 2020 | 2022 |